# Yoshihide Momotani
Yoshihide Momotani (桃谷好英, Momotani Yoshihide, né en 1928 et mort le 29 avril 2016) est un biologiste et origamiste japonais.

## L'origamiste
Il est connu comme une figure importante de l'origami, créateur de nombreux modèles en papier plié (dont certains avec sa femme Sumiko). Parmi ses réalisations, il est parvenu à créer des formes complexes : par exemple, plantes, maison de poupées, atomes et molécules. Momotani a utilisé ces deux derniers types de pliages pendant ces cours de chimie destinés aux étudiants de première année pour leur permettre de concevoir l'organisation et les propriétés de ces éléments.

### Source
- David Larousserie, « Alchimie de papier », article paru dans Sciences et Avenir n° 714, août 2006, pages 82–84.